# Samoa en la Copa Mundial de Rugby de 1991
La Selección de rugby de Samoa fue uno de los 16 participantes de la Copa Mundial de Rugby de 1991 que se realizó en Inglaterra.
Fue la primera participación de Manu Samoa en la Copa Mundial de Rugby.

## Plantel
| Nombre               | Posición       | Club                        |
| -------------------- | -------------- | --------------------------- |
| Stan To'omalatai     | hooker         | Vaiala Rugby Club           |
| Peter Fatialofa (c.) | pilar          | Auckland Rugby              |
| Palamia Lilomaiava   | pilar          | Marist St. Joseph           |
| Vili Alaalatoa       | pilar          | Manly RUFC                  |
| David Sio            | pilar          | Northern Suburbs Rugby Club |
| Mark Birtwistle      | segunda línea  | Wellington Rugby            |
| Mat Keenan           | segunda línea  | Auckland Rugby              |
| Eddie Ioane          | segunda línea  | Auckland Rugby              |
| Junior Paramore      | ala            | Counties Manukau            |
| Danny Kaleopa        | ala            | Canterbury Rugby            |
| Apollo Perelini      | ala            | Auckland Rugby              |
| Sila Vaifale         | ala            | Marist St. Joseph           |
| Pat Lam              | Número 8       | Auckland Rugby              |
| Mathew Vaea          | medio scrum    | Marist St. Joseph           |
| Tu Nu'uali'itia      | medio scrum    | Counties Manukau            |
| Stephen Bachop       | medio apertura | Canterbury Rugby            |
| Filipo Saena         | medio apertura | Moata'a Rugby Club          |
| To'o Vaega           | centro         | Auckland Rugby              |
| Frank Bunce          | centro         | North Harbour Rugby         |
| Tupo Fa'amasino      | centro         | Wellington Rugby            |
| Timo Tagaloa         | wing           | Wellington Rugby            |
| Brian Lima           | Wing           | Marist St. Joseph           |
| Freddie Tuilagi      | wing           | Marist St. Joseph           |
| Andrew Aiolupo       | zaguero        | Moata'a Rugby Club          |

## Participación

### Grupo C
| Equipo    | Gan. | Emp. | Perd. | A favor | En contra | Puntos |
| --------- | ---- | ---- | ----- | ------- | --------- | ------ |
| Australia | 3    | 0    | 0     | 79      | 25        | 9      |
| Samoa     | 2    | 0    | 1     | 54      | 34        | 7      |
| Gales     | 1    | 0    | 2     | 32      | 61        | 5      |
| Argentina | 0    | 0    | 3     | 38      | 83        | 3      |
| 6 de octubre de 1991 | Gales                                 | 13 – 16 | Samoa                                        | Cardiff Arms Park, Cardiff,                                         |                                                                     |
|                      | Tries: Emyr Evans Con: Ring Pen: Ring | Reporte | Tries: Vaega Vaifale Con: Vaea Pen: (2) Vaea | Asistencia: 45.000 espectadores Árbitro(s): Patrick Robin (Francia) | Asistencia: 45.000 espectadores Árbitro(s): Patrick Robin (Francia) |

| 9 de octubre de 1991 | Australia       | 9 – 3 | Samoa     | Pontypool Park, Pontypool,                                           |                                                                      |
|                      | Pen: Lynagh (3) |       | Pen: Vaea | Asistencia: 15.000 espectadores Árbitro(s): Ed Morrison (Inglaterra) | Asistencia: 15.000 espectadores Árbitro(s): Ed Morrison (Inglaterra) |

| 13 de octubre de 1991 | Argentina                                    | 12 – 35 | Samoa                                                        | Sardis Road, Pontypridd,                                                                                | |
|                       | Tries: Terán Con: Arbizu Pen: Laborde Arbizu |         | Tries: , Tagaloa , Lima Bunce Bachop Con: (4) Vaea Pen: Vaea | Asistencia: 8500 espectadores Árbitro(s): Brian Anderson (Escocia) Remplazado por Jim Fleming (Escocia) | Asistencia: 8500 espectadores Árbitro(s): Brian Anderson (Escocia) Remplazado por Jim Fleming (Escocia) |

### Cuartos de final
| 19 de octubre de 1991 | Escocia                                                      | 28 – 6 | Samoa                  | Estadio Murrayfield, Edimburgo,                                 |                                                                 |
|                       | Tries: Jeffrey , Stanger Con: Hastings (2) Pen: Hastings (4) |        | Pen: Vaea Drop: Bachop | Asistencia: 60.000 espectadores Árbitro(s): Derek Bevan (Gales) | Asistencia: 60.000 espectadores Árbitro(s): Derek Bevan (Gales) |